# FEE
FEE is een Duitse band uit de NDW-periode.

## Bezetting
- Martina Knorr (zang, vanaf 1982)
- Marlies Borcherding (zang op het eerste album Notaufnahme)
- Andreas Becker (gitaar)
- Lothar Brandes (keyboard)
- Thomas Ruhstorfer (zang)
- Gerhard Reulecke (basgitaar)
- Reinhard Lewitzki (drums)

## De muzikanten vandaag
- Zanger en componist Tom Ruhstorfer is tegenwoordig bedrijfsleider van de Landesmusikakademie Niedersachsem GmbH in Wolfenbüttel.
- In hetzelfde bedrijf werkt ook Gerd Reulecke als technisch beheerder van de gebouwen (huismeester).
- De muziekpedagoog Lothar Brandes werkt tegenwoordig in Hamburg als reclamemusicus.
- De gitarist Andreas Becker speelde tussen 1989 en 2004 in de band van Peter Maffay en componeerde ook nummers voor hem.
- Reinhard (Ralli) Lewitzki drumt tegenwoordig nog in verscheidene bands (onder andere Hawkids, Cocker Cover Crew, Salzgitter Allstars) en leidde na FEE de populaire muziekafdeling van de muziekschool Salzgitter en organiseert de internationale drummermeeting in Salzgitter, waar jaarlijks wereldberoemde band- en studiodrummers frequent terugkerende gasten zijn.

Ten laatste gaf FEE in 2004 een revivalconcert op de binnenplaats van Schloss Salder.

## Discografie

### Albums
- 1981: Notaufnahme
  - Amerika
- 1982: Rezeptfrei
  - Schweine im Weltraum (dit nummer werd niet op de radio gedraaid wegens de woordkeuze)
  - Frankfurt, Frankfurt
- 1983: SchizoFEEnie
- 1985: Große Taten, krumme Dinger
  - Wahnsinn
  - CIA
  - Harte Männer weinen nicht

Bovendien was er in 1987 nog een single met de titel Du musst zur Bundeswehr, een coverversie van de titel In the Army now van Status Quo. In het midden van de jaren 1990 verscheen bij het Braunschweiger label Remember Records een Best Of-cd met twee nieuwe songs.